# 克洛泰尔二世
克洛泰尔二世（Clotaire II，584年6月—629年10月18日），法蘭克王國墨洛温王朝的国王（584年9月28日－629年10月18日在位）。克洛泰爾二世是纽斯特里亚（或蘇瓦松）王希爾佩里克一世與第三任妻子芙蕾德貢德的兒子。他在加洛林家族的奥斯特拉西亚宫相兰登丕平与梅斯主教阿努尔夫的支持下再度统一全法兰克王国。

## 生平

### 繼承紐斯特里亞
父親希爾佩里克一世在克洛泰爾出生三個月後，便被刺殺而死。克洛泰爾的姊姊里贡特正前去西班牙嫁給西哥德國王利奧維吉爾德的兒子雷卡雷德一世，當收到希爾佩里克一世的死訊，士兵盜取嫁妝並逃去。瑞貢德在圖盧茲被扣留，瑞貢德只好放棄出嫁。另一方面，國內內戰爆發，奧爾良、布盧瓦及沙特爾等城市一同對抗沙托丹。
芙蕾德貢德盡力地保留財產及重要人物的支持，並將克洛泰爾帶到塞納河畔維特里，又以紐斯特里亞的統治權等为交换向伯父貢特拉姆寻求保护。
當希爾佩里克一世被刺殺之時，他的敵人奧斯特拉西亞國王希爾德貝爾特二世正身處莫城。他打算進攻巴黎，但是被貢特拉姆早一步阻止，並與希爾德貝爾特二世和他的母后布倫希爾德談判。貢特拉姆不單阻止希爾德貝爾特二世領兵進入巴黎，並拒絕交出克洛泰尔和芙蕾德貢德。
貢特拉姆召集了一個紐斯特里亞的會議。會議上，王國的首腦人物安索瓦爾德和其餘人等聚集在剛剛四個月的克洛泰尔周圍，以祖父的名字为其命名。然後，貢特拉姆正式接受其為养子。会议要求所有曾經承認過希爾佩里克統治的城市，都要向貢特拉姆和他的养子克洛泰爾宣誓效忠。貢特拉姆將從前希爾佩里克一世部下向各種各樣的人所非法奪取的一切都歸還給他們；他本人向各教堂贈獻大量的禮物。此外，他還使那些向教會轉贈財產的遺囑重新生效，這種遺囑曾經遭到希爾佩里克一世禁止。他對許多人表現了仁慈厚道，並將大量禮物施贈窮人。克洛泰爾二世繼承王位，並由母親芙蕾德貢德攝政。

### 紐斯特里亞國王
596年，克洛泰爾二世與他的母親芙蕾德貢德違反協議奪取共治的巴黎，其後身為兒子攝政的芙蕾德貢德更派遣軍隊入侵拉福，打敗提烏德貝爾特二世及提烏德里克二世的軍隊。但是不久，因為芙蕾德貢德殺害圖爾主教普雷特克斯塔图斯因而被貢特拉姆命令退居位於魯昂地區。597年，芙蕾德貢德逝世，13歲的克洛泰爾二世開始親政。
604年，20歲的克洛泰爾二世與當時只有4歲的兒子墨洛維入侵勃艮第王國，勃艮第國王提烏德里克二世於埃唐普與墨洛維及紐斯特里亞宮相兰德里克會戰，但是兄長奧斯特拉西亞國王提烏德貝爾特二世不肯出兵相助。雖然最後提烏德里克二世戰勝，但是他的宮相贝托阿尔德卻戰死，而克洛泰爾二世的兒子墨洛維亦被俘虜並處死。607年，克洛泰爾二世答應以提烏德里克二世的兒子墨洛維（與死去的兒子同名）為繼子。
提烏德里克二世於606年在索恩河畔沙隆與西班牙的西哥特国王維特里克的女兒埃门贝格结婚，但是於607年，因為提烏德貝爾特二世、克洛泰爾二世、維特里克及倫巴底國王阿吉卢尔夫結盟對抗提烏德里克二世，提烏德里克二世將厄門伯格送回西哥德王國。
610年，奧斯特拉西亞王國和勃艮第王國進行戰爭。提烏德貝爾特二世獲得了初步的勝利，佔領了亞爾薩斯、圖爾高及香檳等地。這使得提烏德里克二世接近克洛泰爾二世，承諾將紐斯特里亞北部的地方交回以得到他的援軍。在圖勒和曲爾皮希（德國科隆附近）戰役中，提烏德貝爾特二世的軍隊於612年被擊潰而本人亦被俘虜，囚禁於修道院內。
但是提烏德里克二世並沒有真的將紐斯特里亞北部，並準備入侵紐斯特里亞，翌年（613年）在梅斯死於痢疾，只留下他的王國給長子西吉貝爾特二世，由他的曾祖母布倫希爾德第三度攝政。
因為幼主即位及布倫希爾德再度攝政令朝野上下惶恐，奧斯特拉西亞宮相瓦纳查尔二世、勃艮第宮相拉多、奧斯特拉西亞總督蘭登丕平與梅斯主教阿努爾夫皆與克洛泰爾二世合謀，令克洛泰爾二世終於在613年在埃納之戰中，打敗奧斯特拉西亞與勃艮第王國的統治者布倫希爾德及西吉貝爾特二世。最終兩人在前往凱爾特部落求援的路上被克洛泰爾二世的軍隊攔截捕獲，幼主與其王弟雙雙被殺。布倫希爾德被捕後，克洛泰爾二世以導致10個紐斯特里亞王室成員及其他法蘭克人王室之死為罪名，將她殘忍地五馬分屍處死。自此，法蘭克人王國再次統一。

### 法蘭克國王

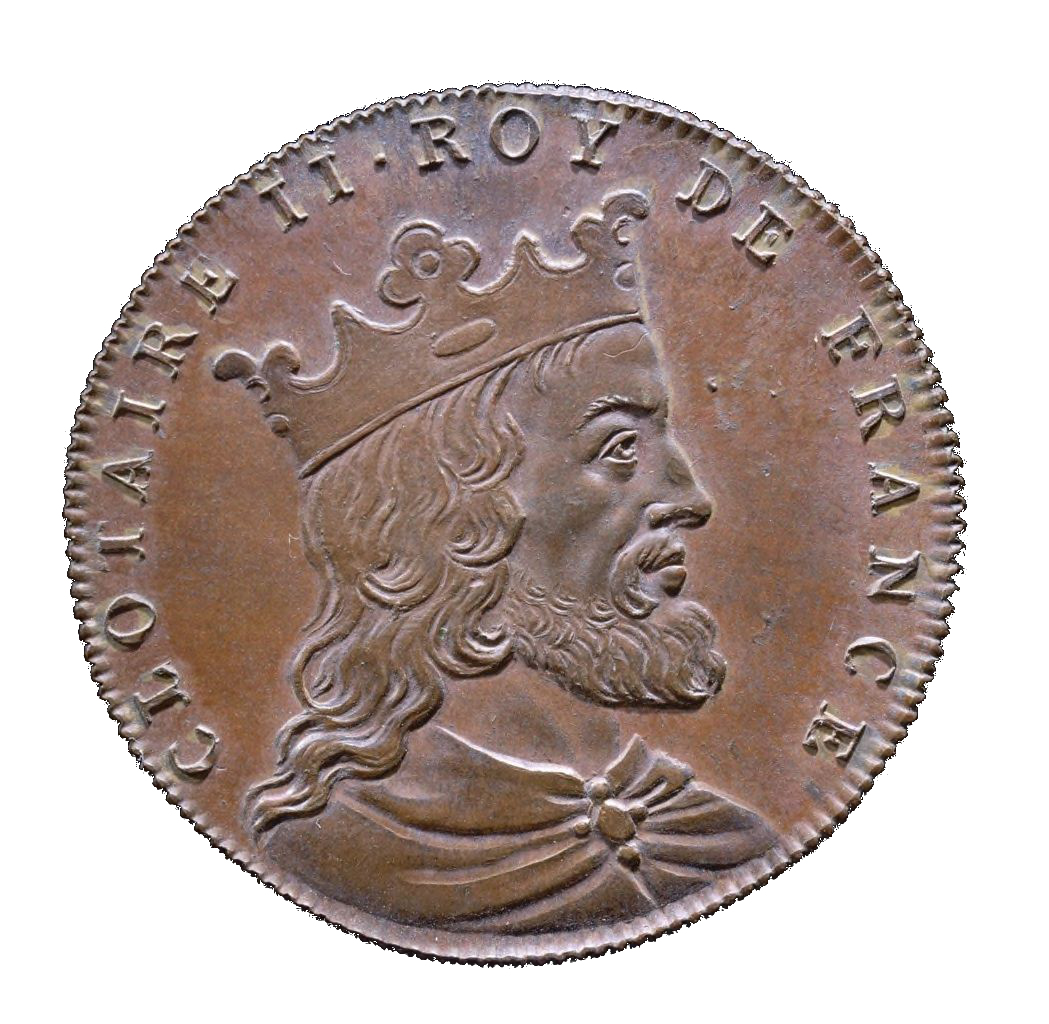
克洛泰爾二世

614年，克洛泰爾二世在巴黎召开的宗教会议上，他同意了贵族的参政请求，并免除了一部分新加的关税、赋税。在其任内，巴黎成为王国的心脏，吸引了大量贵族。而纽斯特里亚北部却为日耳曼人异教徒占据。北高卢修道院文化得以确立，大量异教徒皈依。因為受到貢特拉姆的影響，克洛泰爾二世非常虔誠，對教會及其教義尊重，將其作為盟友。他亦是其中一個不實行一夫多妻制的墨洛温王朝君主，只忠於一名妻子，直到她去世才續娶。
統一法蘭克王國後，克洛泰爾二世定都巴黎，並居住在巴黎和周邊的別墅。克洛泰爾二世以女婿沃納哈爾二世為宮相直至626年他逝世為止。
623年，為了鞏固皇權，他將20歲的長子達戈貝爾特一世立為奧斯特拉西亞國王，並以奧斯特拉西亞遺臣梅斯主教阿努爾夫及蘭登丕平輔助，令奧斯特拉西亞變成半自治。同時，克洛泰爾二世將蘭斯四周的地區歸納入紐斯特里亞，直至626年，達戈貝爾特一世才歸還奧斯特拉西亞王國。

## 死亡
629年10月18日，克洛泰尔在45岁时死去，然后像他父亲一样被埋在圣殿。除了在位50年的祖父克洛泰爾一世外，克洛泰爾二世是墨洛温王朝在位最長的君主。但是因為614年的法令，他和其後的墨洛温王朝君主都失去大部份權力，成為其後權力集中在宮相而國王成為「無為王」（或稱為懶王）的因由。
克洛泰爾二世逝世後，紐斯特里亞的貴族支持次子查理貝爾特二世為國王，但是奧斯特拉西亞及勃艮第兩地的貴族卻支持長子達戈貝爾特一世為國王，很快達戈貝爾特一世便將三个王國歸入自己管治，查理貝爾特二世只能管治阿基坦王國。

## 配偶与子女
克洛泰爾二世一共有三名妻子：
第一任妻子哈尔德特鲁德（約575年－604年），於598年結婚，兩人生下三名兒女。
- 墨洛維
- 艾瑪
- 達戈貝爾特一世（約603年－639年），奧斯特拉西亞國王（623年—629年10月18日），法蘭克國王（629年10月18日—634年）。

第二任妻子贝尔特鲁德（582年－618年/619年），於613年結婚，兩人只有一名夭折了的兒子。
- 兒子，早夭

第三任妻子西奇尔德（約590年－627年），於618年結婚。
- 查理貝爾特二世 (607年/617年–632年4月8日)，阿基坦國王（629年—632年）。